# Мухаммед ібн Алі
Мухаммед ібн Алі, Мухаммед аль-Тагі, Мухаммед аль-Джавад (араб. الإمام محمد التقي الجواد), (Імам Джавад) (811—835) — 9-й імамітський імам. Нащадок пророка Мухаммеда і Алі ібн Абі Таліба. Його батьком був 8-й імамітський імам Алі ібн Муса (Імам Реза). Мухаммед ібн Алі був знавцем Корану, хадисів і мусульманського права. Жив у Медині.

Аббасидський халіф Аль-Мамун (813—833) запросив Імама Джавада до Багдада. Він виявив до нього велику повагу і видав за нього свою доньку. Пізніше Імам Джавад повернувся до Медини. Після смерті Аль-Мамуна до влади прийшов Аль-Мутасим (833—842). Він викликав Мухамеда ібн Алі до Багдада, де той і помер. Існує версія про те, що він міг бути вбитий своєю дружиною.

Шиїти-імаміти вважають, що Мухаммед ібн Алі був отруєний за наказом халіфа Аль-Мутасима

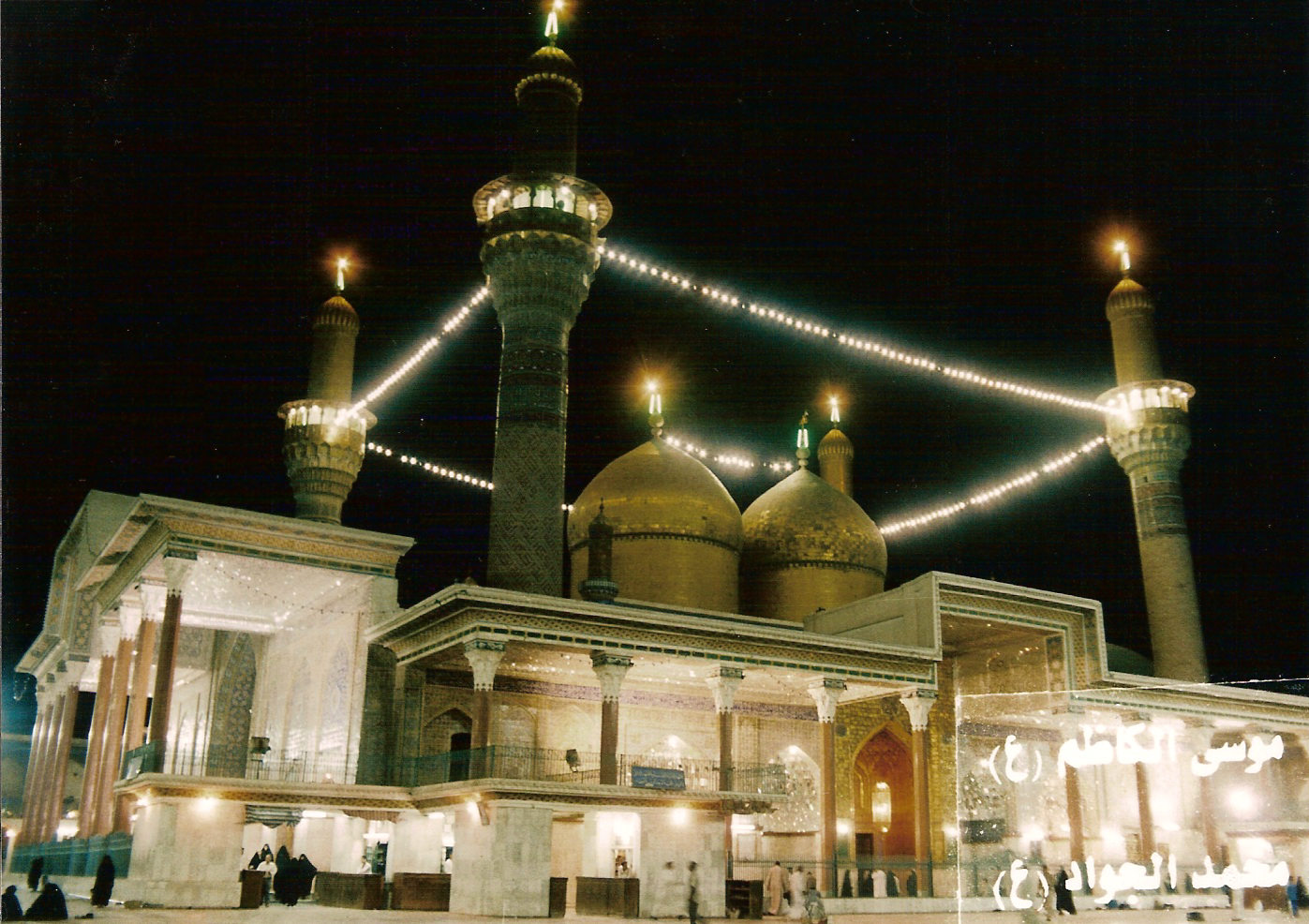
Мечеть Імама Казима, місце поховання Мухамеда ібн Алі (Багдад, Ірак)